# Гурзуфский поселковый совет
Гурзу́фский поселко́вый сове́т (укр. Гурзуфська селищна рада, крымскотат. Gurzuf qasaba şurası, Гурзуф къасаба шурасы) — административно-территориальная единица в подчинении Ялтинского горсовета АР Крым Украины (фактически до 2014 года); ранее до 1991 года — в  составе Крымской области УССР в СССР, до 1954 года — в составе Крымской области РСФСР в СССР, до 1945 года — в составе Крымской АССР РСФСР в СССР.
В 1923 году был образован Гурзуфский сельсовет. В 1926 году преобразован в поссовет.
Население Гурзуфского поселкового совета, по результатам переписи 2001 года — 10 311 человек, в том числе сельское — 599 человек, городское — 9732 человека; площадь совета 3106,4 гектаров.
Поссовет к 2014 году включал 5 населённых пунктов: 2 посёлка городского типа — Гурзуф и Краснокаменка, и 3 сельских посёлка:
- Даниловка
- Линейное
- Партизанское

На территории поссовета находится известная детская здравница «Артек», имеется множество санаториев и домов отдыха.
В рамках российского административно-территориального деления Крыма, созданного в 2014 году, Гурзуфский поселковый совет был упразднён, а его территория входит в городской округ Ялта; в структуре администрации Ялты  создан Гурзуфский территориальный орган.